# The Games: Summer Challenge
The Games: Summer Challenge (souvent abrégé Summer Challenge) est un jeu vidéo de sports sorti en 1992 sur DOS et Mega Drive. Le jeu a été développé par MindSpan et édité par Accolade.

## Système de jeu
Il existe 8 épreuves différentes faisables séparément ou en mode championnat :
- Kayak
- Tir à l'arc
- 400 mètres haies
- Saut en hauteur
- Saut à la perche
- Équitation
- Lancer du javelot
- Cyclisme